# Unité urbaine de Pont-Saint-Esprit
L'unité urbaine de Pont-Saint-Esprit est une unité urbaine française constituée autour de la ville de Pont-Saint-Esprit, dans le département du Gard, en région Occitanie.

## Données générales
Dans le zonage réalisé par l'Insee en 2010, l'unité urbaine était composée de cinq communes, toutes situées dans le Gard.
Dans le nouveau zonage réalisé en 2020, elle est composée de quatre communes, celle de Saint-Julien-de-Peyrolas ayant été retirée du périmètre.
En 2022, avec 14 693 habitants, elle représente la 6e unité urbaine du département du Gard, après la partie gardoise de l'unité urbaine d'Avignon qui compte 21 644 habitants. Elle occupe le 35e rang dans la région Occitanie.
En 2022, sa densité de population s'élève à 245 hab/km2. Par sa superficie, elle représente 1,03 % du territoire départemental et, par sa population, elle regroupe 1,92 % de la population du département du Gard.

## Composition 2020 de l'unité urbaine
Elle est composée des 4 communes suivantes :
| Nom                              | Code Insee | Département | Statut       | Superficie (km2) | Population (dernière pop. légale) | Densité (hab./km2) | Modifier                                    |
| -------------------------------- | ---------- | ----------- | ------------ | ---------------- | --------------------------------- | ------------------ | ------------------------------------------- |
| Pont-Saint-Esprit (ville-centre) | 30202      | Gard        | ville-centre | 18,49            | 10 759 (2022)                     | 582                | modifier les données · modifier les données |
| Carsan                           | 30070      | Gard        | banlieue     | 11,71            | 790 (2022)                        | 67                 | modifier les données · modifier les données |
| Saint-Alexandre                  | 30226      | Gard        | banlieue     | 12,87            | 1 250 (2022)                      | 97                 | modifier les données · modifier les données |
| Saint-Paulet-de-Caisson          | 30290      | Gard        | banlieue     | 16,88            | 1 894 (2022)                      | 112                | modifier les données · modifier les données |

## Évolution démographique
L'évolution démographique ci-dessous concerne l'unité urbaine selon le périmètre défini en 2020.
| 1968  | 1975  | 1982   | 1990   | 1999   | 2010   | 2015   | 2022   |
| ----- | ----- | ------ | ------ | ------ | ------ | ------ | ------ |
| 8 600 | 8 398 | 10 261 | 12 172 | 12 476 | 13 956 | 13 904 | 14 693 |

#### Données générales
- Unité urbaine en France
- Aire d'attraction d'une ville
- Liste des unités urbaines de France

#### Données démographiques en rapport avec l'unité urbaine de Pont-Saint-Esprit
- Aire d'attraction de Pont-Saint-Esprit
- Aire d'attraction de Bagnols-sur-Cèze
- Arrondissement de Nîmes

#### Données démographiques en rapport avec le Gard
- Démographie du Gard